# Miljenko Jergović
Miljenko Jergović (Sarajevo, 28 maggio 1966) è uno scrittore, giornalista e traduttore bosniaco.

## Biografia e carriera
Miljenko Jergović nasce il 28 maggio del 1966 a Sarajevo, dove trascorre l'infanzia e compie studi universitari in filosofia e sociologia. Nel 1988, a soli ventidue anni, esordisce come poeta con una raccolta di versi Opservatorija Varšava, che gli vale il premio "Ivan Goran Kovačić" e il premio Mak Dizdar. Due anni dopo appare nella Nuova antologia della poesia bosniaca. Nel 1992 intraprende la carriera giornalistica, iniziando a scrivere per il settimanale spalatino Nedjeljna Dalmacija. Poco tempo dopo diventa collaboratore del celebre settimanale di denuncia e satira politica Feral Tribune, sulle cui colonne si dedica ai più svariati temi con la sua consueta ironia. Nel 1994, durante la guerra nei Balcani, decide di trasferirsi a Zagabria. La prima raccolta di racconti Sarajevski Marlboro [Le Marlboro di Sarajevo], che gli vale il prestigioso premio tedesco Erich-Maria Remarque e il premio Ksaver Šandor Gjalski, racconta le drammatiche vicende della guerra con affreschi commoventi e fiabeschi. La sua già vasta produzione letteraria, tradotta in molte lingue, continua a ottenere successo di pubblico e critica. Tra i molti premi vinti compare anche, nel 2003, l'italiano Grinzane Cavour per il libro Mama Leone, scritto quattro anni prima. Nel 2010 esce anche in Italia, presso Zandonai, Freelander, che racconta la storia del viaggio di Karlo Adum, professore in pensione e vedovo, tra le strade di Croazia e Bosnia sulla sua Volvo del '75.
La sua opera rimane sempre legata al contesto ex-jugoslavo, attraverso la quale si può riconoscerlo erede della miglior tradizione narrativa balcanica. Attualmente collabora con giornali come Jutarnji list di Zagabria, Oslobodjenje di Sarajevo e Politika di Belgrado. Jergović è anche sceneggiatore di successo. Nel 2008 il film Buick Riviera, film tratto dall'omonimo romanzo, gli è valso numerosi premi al Festival del cinema di Sarajevo e Pola. È membro dei PEN Club di Bosnia e Croazia.

## Opere tradotte in italiano
- Le Marlboro di Sarajevo, Quodlibet, Macerata 1996
- I Karivan, Einaudi, Torino 1997
- Mama Leone, Scheiwiller, Milano 2002
- 'Hauzmajstor Šulc il custode della memoria, Scheiwiller, Milano 2004
- Buick Riviera, Scheiwiller, Milano 2004
- Le Marlboro di Sarajevo, Scheiwiller, Milano 2005
- La dimora di noce, Scheiwiller, Milano 2005
- Inšallah, Madona Inšallah, Scheiwiller, Milano 2006
- Freelander, Zandonai, Rovereto 2010
- Al dì di Pentecoste, Zandonai, Rovereto 2011
- Volga, Volga, Zandonai, Rovereto 2012
- Radio Wilimowski, Bottega Errante Edizioni, Udine 2018
- Le Marlboro di Sarajevo, Bottega Errante Edizioni, Udine 2019
- Ruta Tennembaum, Nutrimenti, Roma 2019
- Il Padre, Bottega Errante Edizioni, Udine 2019
- L'attentato, Nutrimenti, Roma 2021
- Sarajevo, città di storie, Keller Edizioni, Rovereto 2024

## Premi e riconoscimenti
- "Nagrada Društva pisaca BiH" premio gruppo scrittori Bosnia Erzegovina
- "Nagrada Mak Dizdar" za poeziju premio Mak Dizdar per la poesia
- "Goranova nagrada" za poeziju premio Goran per la poesia
- "Nagrada Veselko Tenžera" (1990) za novinarstvo premio Veselko Tenžera per giornalismo
- Nagrada "Ksaver Šandor Gjalski" (1994)
- "Posebna mirovna nagrada Erich-Maria Remarque" grada Osnabrücka (1995)
- Talijanska književna nagrada "Premio Grinzane Cavour" za knjigu "Mama Leone" (2003)
- Godišnja Nagrada Matice hrvatske za književnost i umjetnost "August Šenoa" za knjigu "Buick Rivera" (2002)